# Fabian Markl
Fabian Markl (* 19. Juli 2000) ist ein österreichischer Fußballspieler.

## Karriere

### Verein
Markl begann seine Karriere beim SV Landeck. Zur Saison 2014/15 kam er in die AKA Tirol, in der er bis 2018 zum Einsatz kam. Ab der Saison 2017/18 spielte Markl zudem für die Zweitmannschaft des FC Wacker Innsbruck. Im Juli 2017 debütierte er für diese in der Regionalliga, als er am zweiten Spieltag jener Saison gegen den FC Pinzgau Saalfelden in der 76. Minute für Thomas Herwig eingewechselt wurde. Sein erstes Regionalligator erzielte er im Oktober 2017 bei einem 4:1-Sieg gegen Saalfelden.
Mit Innsbruck II stieg er zu Saisonende in die 2. Liga auf. In der Aufstiegssaison kam er zu 20 Regionalligaeinsätzen. Sein Debüt in der zweithöchsten Spielklasse gab er im November 2018, als er am 13. Spieltag der Saison 2018/19 gegen die Zweitmannschaft des FK Austria Wien in der Startelf stand.
Im Februar 2019 wechselte er zum Regionalligisten SVG Reichenau.

### Nationalmannschaft
Markl spielte im November 2014 erstmals für eine österreichische Jugendnationalauswahl. Im September 2016 spielte er gegen die Schweiz erstmals für die U-17-Auswahl.
Nach vier Einsätzen für diese debütierte er im September 2017 gegen Finnland für das österreichische U-18-Team. Im September 2018 kam er gegen Schweden erstmals für die U-19-Mannschaft zum Einsatz.